# Yo maté a Facundo
Yo maté a Facundo es una película argentina del género histórico dirigida por Hugo del Carril con su propio guion escrito en colaboración con Isaac Aisenberg sobre una historia de este último. Se estrenó el 29 de mayo de 1975 y tuvo como principales intérpretes a Federico Luppi, José María Gutiérrez, Norma Sebré, Carlos Cores y Walter Soubrié.

## Sinopsis
La película está basada en las andanzas de Santos Pérez, asesino del caudillo Facundo Quiroga y fue la última película de Hugo del Carril.

## Reparto
- Federico Luppi … Santos Pérez
- José María Gutiérrez … Juncos
- Norma Sebré … Rosario ("la gringa")
- Carlos Cores … Facundo Quiroga
- Guillermo Murray ... Juan Manuel de Rosas
- Beto Gianola
- Juan Carlos Lamas
- Mario Luciani
- Walter Soubrié
- Raúl Carrel
- Mario Savino
- Mario Casado
- Enrique Alonso
- Enrique Vargas
- Rafael Chumbito
- Alonso Estela
- Luis María Mathé
- Roberto Bordoni
- Luis Álvarez
- Mario Martín
- Leónidas Brandi
- Coco Fossati

## Críticas
Las críticas han sido muy divergentes. Raúl Manrupe y María Alejandra Portela opinaron que la película estaba realizada sobre un libro poco riguroso sobre un tema -la psicología de Santos Pérez- que pudo haber sido interesante. Señala como aspecto favorable algunas escenas de acción y cierto lirismo; en su momento el crítico Carlos Burone la calificó en el diario La Opinión como “una mediocre película nacional” y Riz en el diario Mayoría afirmó que era un “importante film nacional”. Por su parte Gustavo Cabrera afirmó que es uno de los mejores filmes del director y la mejor película del género histórico de la década de 1970. 
Es la radiografía de un asesino a sueldo –dice- un marginado social, analfabeto y apolítico, salteador de caminos y ladrón, a quien los hermanos Reynafé convencen que hará un servicio a la patria eliminando al hombre que admira y respeta.Elogia las actuaciones de Cores, de Luppi, de Murray y de Gutiérrez.